# Hartmut Scheible
Hartmut Scheible (* 30. Juni 1942 in Frankfurt am Main; † 29. Oktober 2018) war ein deutscher Germanist und Professor für Neuere Deutsche Literatur an der Johann Wolfgang Goethe-Universität Frankfurt am Main.

## Leben
Nach dem Studium der Germanistik, Romanistik und Philosophie in Frankfurt und Tübingen wurde er 1969 mit einer Arbeit über Joseph Roth promoviert. Im gleichen Jahr legte er das I. Staatsexamen und 1971 das II. Staatsexamen ab. Bis 1972 unterrichtete er am Gymnasium Oberursel und war danach Dozent an der Pädagogischen Hochschule Schwäbisch Gmünd, wo er 1973 zum Professor ernannt wurde. 1974 wurde Scheible an die Johann Wolfgang Goethe-Universität berufen.
1991 erschien Die Erfindung der Wahrheit, ein Roman der italienischen Schriftstellerin Marta Morazzoni in der deutschen Übersetzung von Hartmut Scheible.
Seit 1994 war Scheible Mitglied des PEN-Zentrums Deutschland.

## Schriften
- Joseph Roth. Mit einem Essay über Gustave Flaubert. Kohlhammer, Stuttgart, Berlin, Köln, Mainz 1971.
- Arthur Schnitzler.  Reinbek 1976, (rowohlts monographien), ISBN 3-499-50235-6.
- Literarischer Jugendstil in Wien. Artemis-Verlag, München, Zürich, 1984, ISBN 3-7608-1312-7.
- Wahrheit und Subjekt. Ästhetik im bürgerlichen Zeitalter. Bern 1984, Reinbek 1988, ISBN 3-499-55468-2.
- Theodor W. Adorno. Reinbek 1989, (rowohlts monographien), ISBN 3-499-50400-6.
- Carlo Goldoni. Rowohlt, Reinbek 1993, ISBN 3-499-50462-6.
- Liebe und Liberalismus. Über Arthur Schnitzler. Aisthesis Verlag, Bielefeld, 1996, ISBN 3-89528-167-0.
- Mythos Casanova. Texte von Heine bis Buñuel. Reclam Verlag Leipzig, 2003, ISBN 3-379-20066-2.
- Giacomo Casanova. Ein Venezianer in Europa. Königshausen & Neumann, Würzburg 2009, ISBN 978-3-8260-4137-2.
- Kritische Ästhetik. Von Kant bis Adorno. Königshausen & Neumann, Würzburg 2012, ISBN 978-3-8260-4485-4.
- Literarischer Jugendstil. Kontext und Kritik. Königshausen & Neumann, Würzburg 2018, ISBN 978-3-8260-6193-6.